# Sant Roc de Tiurana
Sant Roc de Tiurana és una església de Tiurana (Noguera) actualment submergida al pantà de Rialb.

## Descripció
Capella feta amb pedra de carreus, de planta quadrada i una sola nau. La façana té la porta d'accés d'arc de mig punt, a la pedra clau hi ha la data de 1772, damunt de la dovella clau hi ha una petita finestreta. A la façana hi ha també una espadanya de petites dimensions amb una campaneta, damunt l'espadanya hi ha una creu. La teulada és de doble vessant. Per accedir a la capella s'ha de pujar dues escales.

## Història
Sant Roc era l'únic lloc religiós que hi havia dins el recinte del poble de Miralpeix, ja que l'església parroquial de Santa Maria de Cluella estava molt apartada del poble i es trobava en estat molt ruïnós.
A la capella de Sant Roc tan sols s'hi deien missa el dia del Sant, la gent de Miralpeix acudia al poble de Tiurana, molt a prop.